# 埃尔伍德·库克
埃尔伍德·库克（英語：Elwood Cooke，1913年7月5日—2004年4月16日），美国男子网球运动员，1947年成为职业球手。他曾获得法国网球公开赛混合双打冠军、温布尔登网球锦标赛男子双打冠军。他于1949年退役。